# Badin (Carolina del Nord)
Badin è una città degli Stati Uniti d'America situata nella Carolina del Nord, nella Contea di Stanly.